# Ерік Аксель Карлфельдт
Ерік Аксель Карлфельдт (швед. Erik Axel Karlfeldt, нар. 20 липня 1864 — пом. 8 квітня 1931) — шведський поет. Лауреат Нобелівської премії з літератури 1931 року (посмертно) з аргументацією «за його поезію».

## Основні твори
- Пісні про пустище та любов (1895)
- Пісні Фрідоліна (1898)
- Сад Фрідоліна (1901)